# Wratsporig mosbekertje
Het wratsporig mosbekertje (Neottiella vivida) is een schimmel behorend tot de familie Pyronemataceae. Het groeit op levende bladmossen. Het komt meestal voor bij haarmos (Polytrichum). Bekend is het voorkomen bij ruig haarmos (Polytrichum piliferum), fraai haarmos (Polytrichastrum formosum) en het veenhaarmos (Polytrichum strictum). Het infecteert de rhizoïdem. Het komt voor op zandgronden in berggebieden, droog grasland en droge heide in het laagland. 

## Kenmerken
De apothecia hebben een diameter tot 20 mm en zijn trechtervormig met een steelachtige basis. Het hymenium is oranje. De ascus bevat acht ascosporen die enkelvoudig op een rij liggen (uniseriaat). De sporen zijn fijn wrattig, ellipsoïde, hebben sporenornamentatie bestaande uit bestaande uit geïsoleerde, ronde wratten en meten (21)22-27(29) × (12)13-15(16) µm. De sporen hebben een grote oliedruppel .
In het verleden is het vaak verward met het oranje mosbekertje (Neottiella rutilans).

## Verspreiding
Het wratsporig mosbekertje is waargenomen in Noord-Amerika (Canada) en Europa (Tsjechië, Finland, Frankrijk, Duitsland, Hongarije, Nederland, Noorwegen, Polen, Slowakije, Spanje, Zwitserland en het Verenigd Koninkrijk). In Nederland komt het matig algemeen voor .

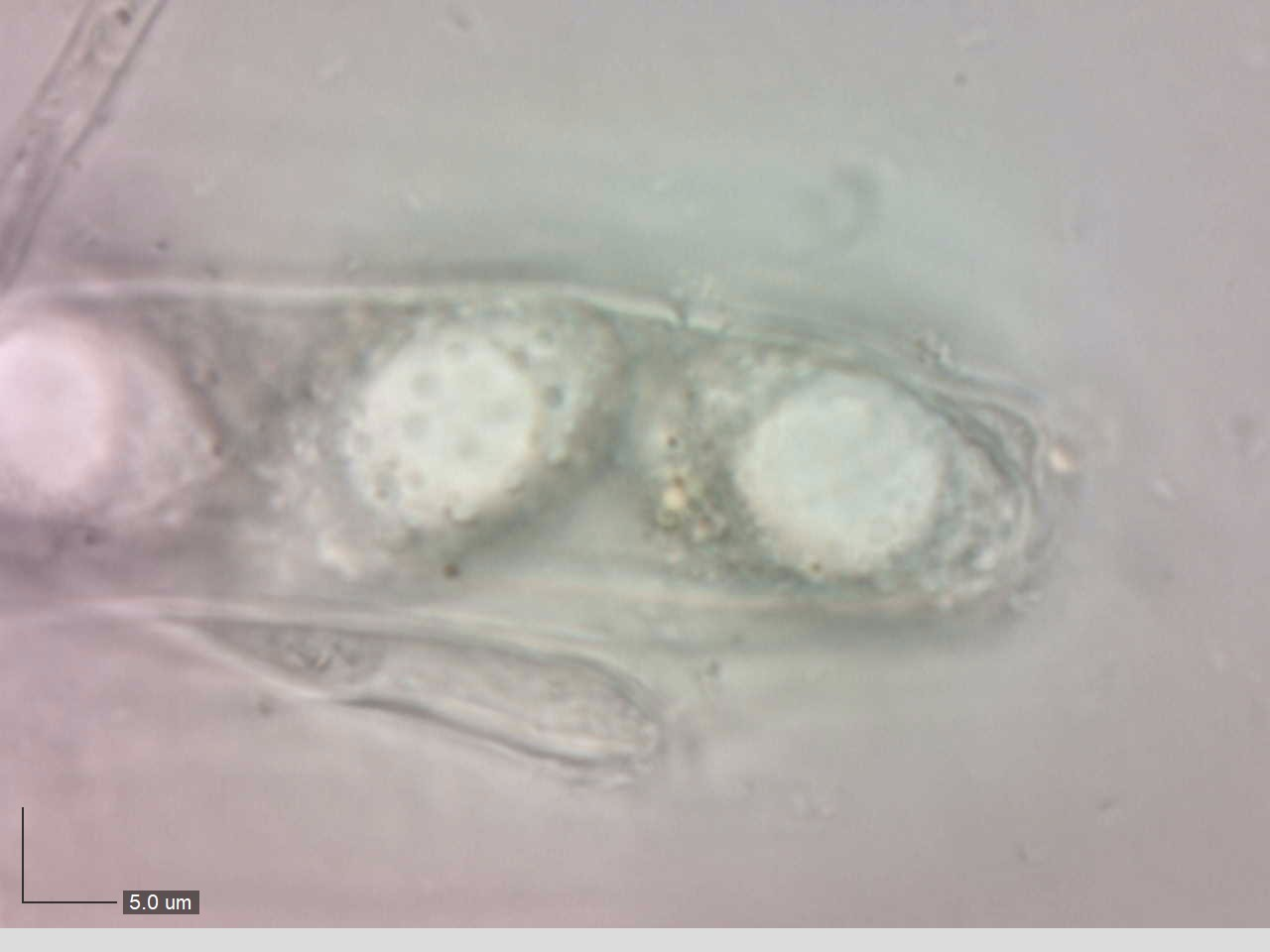
Sporen
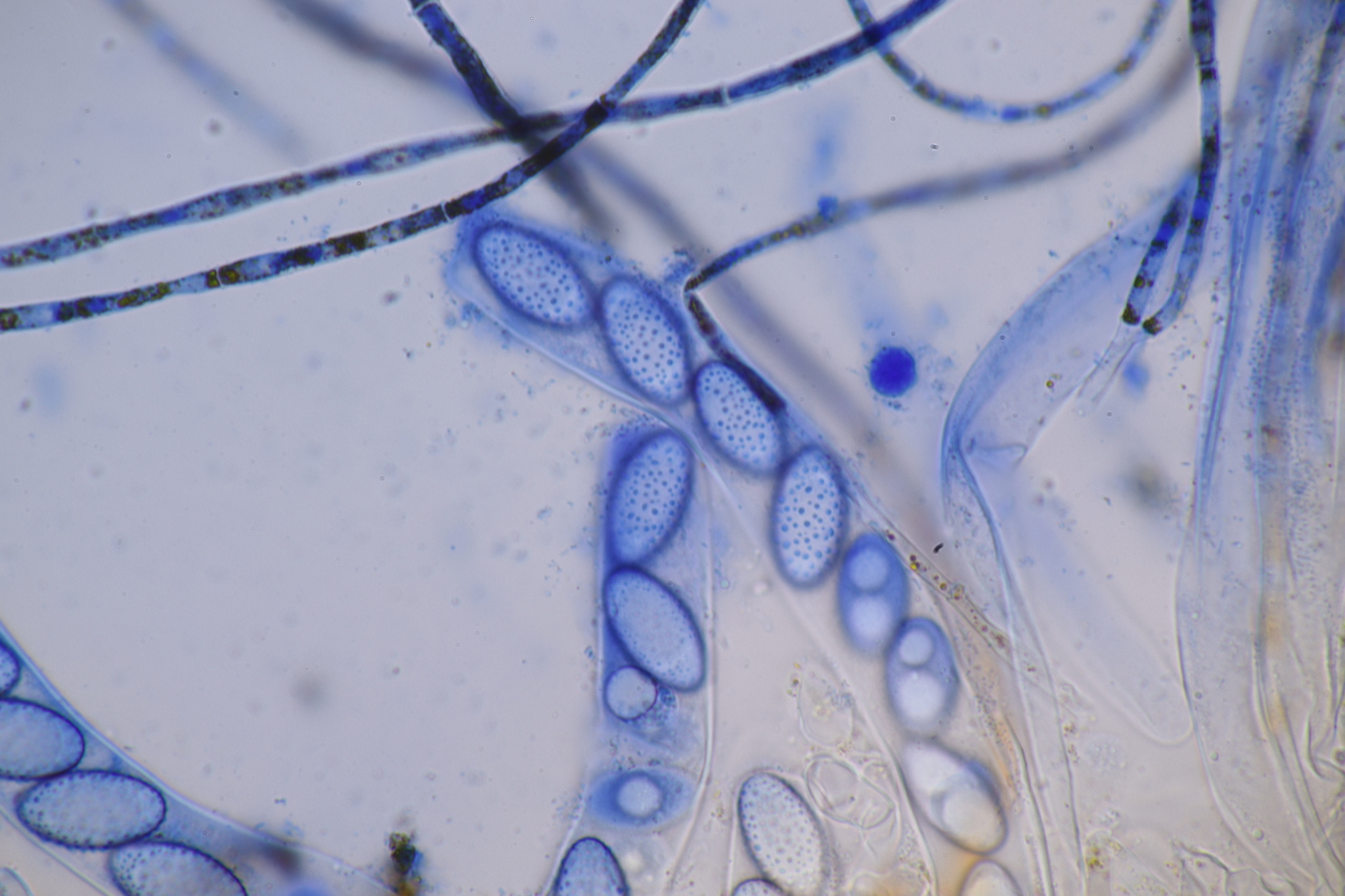
Sporen in katoenblauw
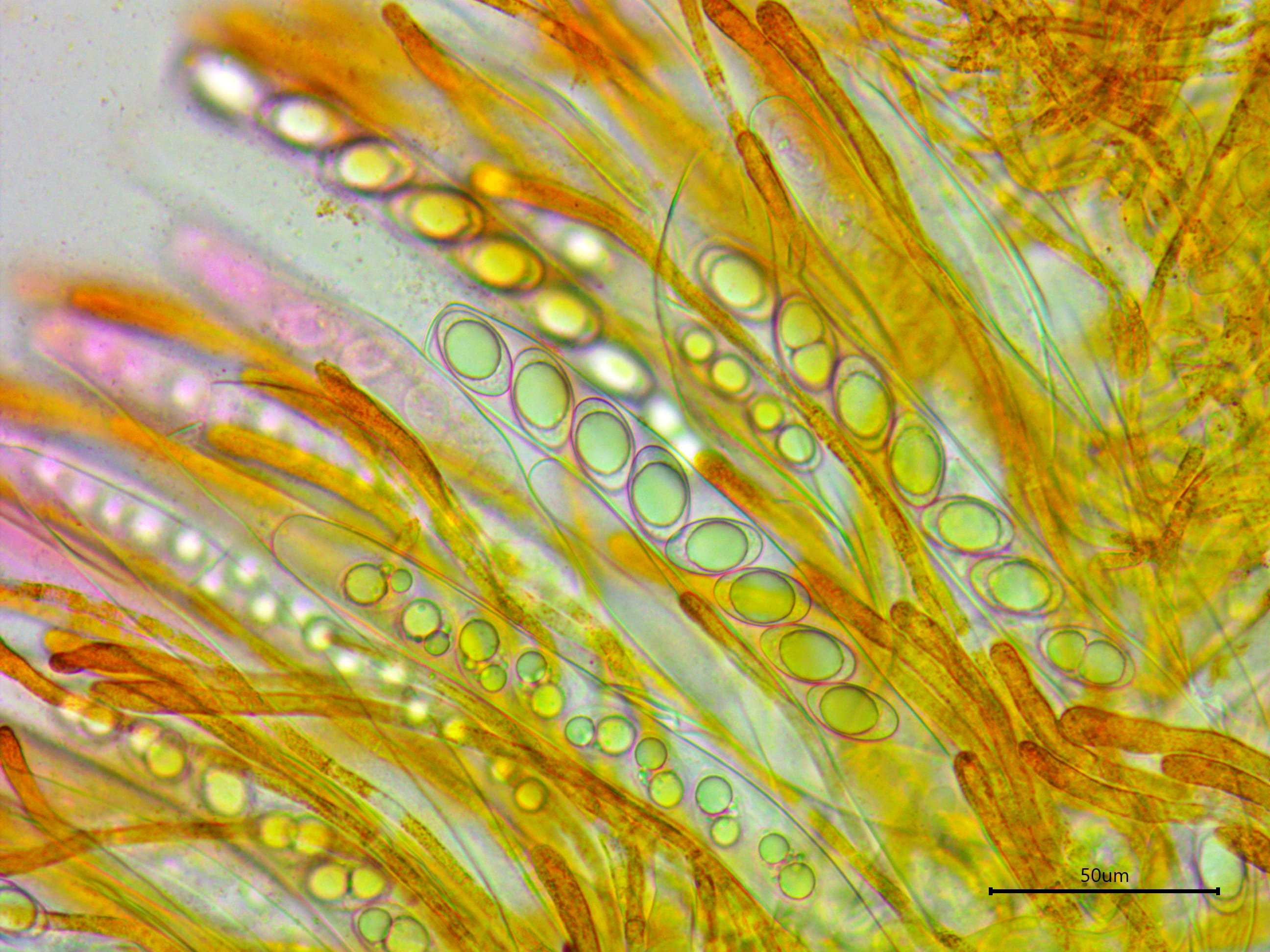
Verschillende asci (doorzichtig) met acht ascosporen (groen) met daartussen parafysen (oranje)
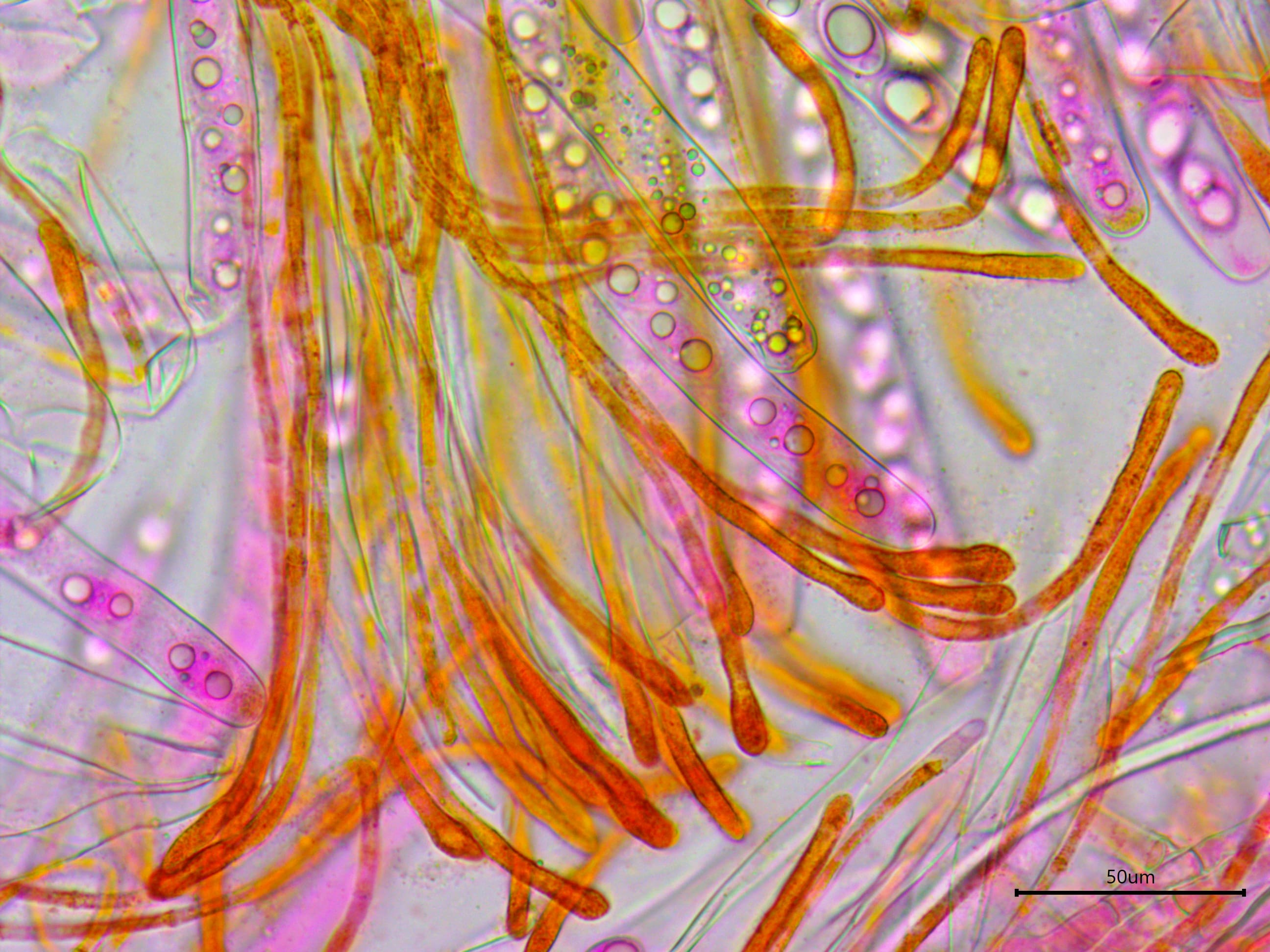
Parafysen (oranje)